# Kessinger Publishing
Kessinger Publishing è una casa editrice statunitense che opera secondo il modello della stampa su richiesta, specializzata nella pubblicazione e revamping di libri rari e fuori commercio, di pubblico dominio o rivolti a segmenti di nicchia del mercato editoriale.
Con oltre 190.000 titoli a catalogo, nel 2009 è stata classificata il terzo produttore di libri "non tradizionali" dell'anno.
L'UK register ha riportato che la Kessinger ha applicato il copyright su una preesistente versione di un libro di Lafcadio Hearn, che era di pubblico dominio, rendendone la copia inutilizzabile per gli studiosi e obbligandoli ad acquistare la nuova edizione a pagamento.